# Армяне во Франции
Армяне во Франции (арм. Հայերը Ֆրանսիայում, фр. Arméniens de France) — современная армянская диаспора, проживающая на территории Французской Республики.
Представители армянского народа обосновались во Франции ещё со Средних веков, однако большинство армян эмигрировали сюда после турецкого геноцида армян в начале XX века. Община пополнилась за счет дальнейшей миграции из стран Ближнего Востока, а также Армении.

## История

### Средневековье

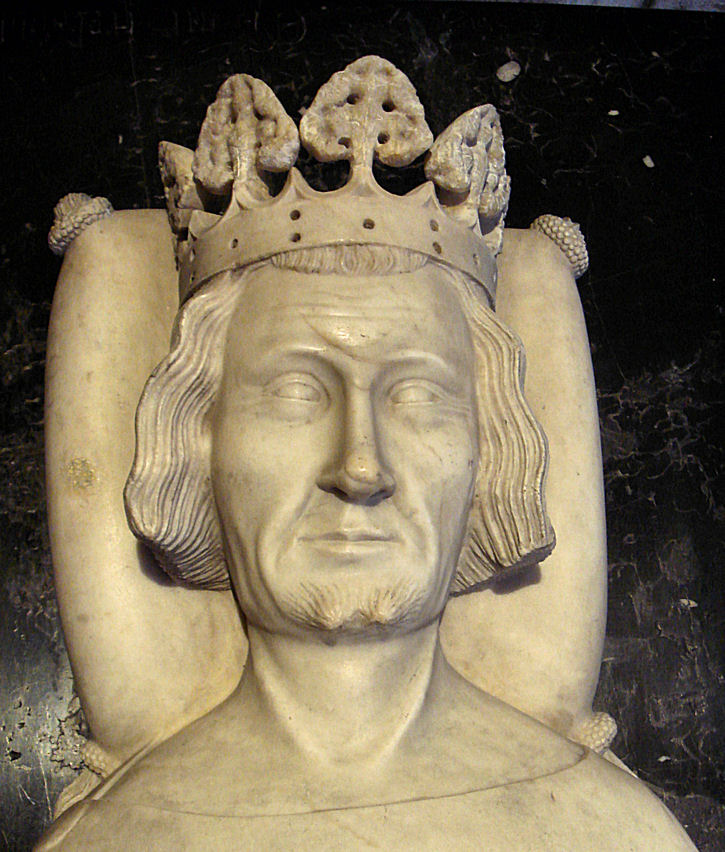
Гробница Левона де Лузиньяна

Проживание армян во Франции имеет долгую историю. Согласно упоминаниям летописных источников армяне проживали во Франции со времён раннего средневековья. Так, сообщается о неком епископе Симоне, который в 591 году посетил город Тур. В церкви Святой Марты в Тарасконе была обнаружена надпись с армянским алфавитом без букв Օ и Ֆ, что дает основание датировать его периодом до XIII века. Более тесные связи между армянами и французами были сформированы в период крестовых походов и Киликийского армянского царства, особенно при династии Лузиньянов. Известно, что последний армянский монарх Левон VI, лишившись престола, нашел убежище в Париже, где и умер в 1399 году. В XV—XVI столетиях армянские общины сформировались в Марселе, Париже, Бурже. Армянская средневековая надпись сохранилась на одной из колонн Буржского собора.

### Новое время
Увеличению количества армян во Франции способствовало также либерализация экономики после 1660 года. Чуть позже, в 1669 году, город Марсель был объявлен свободным портом. В 1672 году армянин по имени Паскаль (Арутюн) открыл в Париже первое кафе во Франции. В разных городах страны издавались книги на армянском языке. В течение 1672—1686 годов Воскан Ереванци в своей типографии в Марселе издавал армянские книги. Некоторыми исследователями считается, что к концу XVII века во Франции проживало около 300—400 армян. Здесь интерес к арменистике усиливается особенно с XVIII столетия. Так, в 1734 году Гийом де Вильфра составил список 138 армянских рукописей в Национальной библиотекe Франции. В 1798 году Шаан Джрпетян в Школе живых восточных языков Парижа основал курсы армянского. В середине этого века Жан Альтен (Ованес Алтунян) основывает производство марены в Авиньоне. Многие французы армянского происхождения сражались в Великой армии Наполеона Бонапарта, личным телохранителем императора также был армянин — Рустам Раза. В 1855 году во Франции началось издание первых газет и журналов на армянском языке («Восток», «Запад», «Париж», «Армения» и пр.). До 1920 года во Франции были изданы более 30 наименований армянских периодических изданий. Чуть позже студенты-армяне основали общество «Арарат».

### XX век

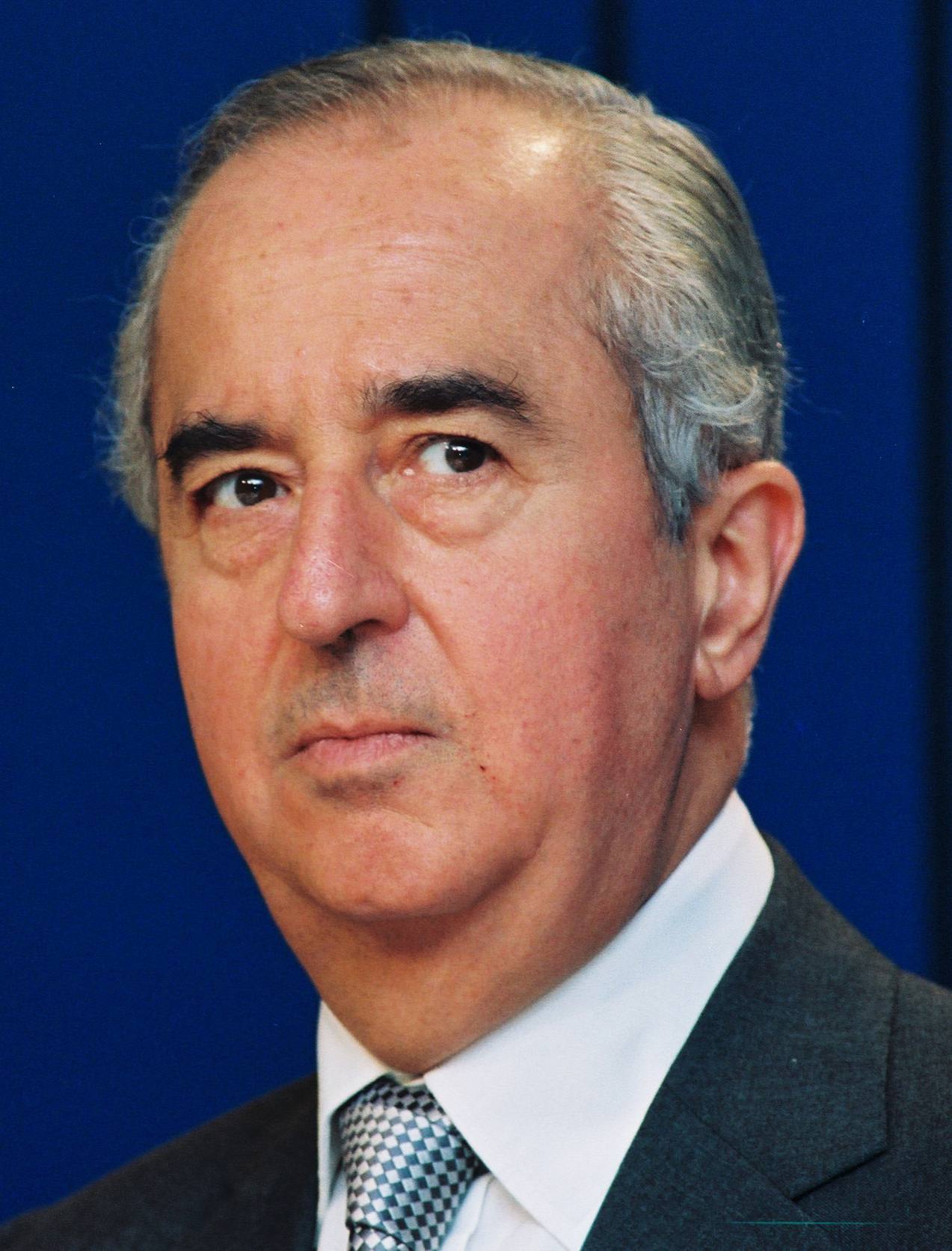
Премьер-министр Франции (1993—1995) Эдуар Балладюр

В годы Первой мировой войны во Франции проживало 4000 армян. После Геноцида 1915 года их численность значительно возросла. Марсель стал тем портовым городом, куда в первую очередь прибывали спасшиеся от Геноцида армяне. Оттуда они разъезжались по всей Франции. Париж стал центром армянских политических партий и уехавшей на чужбину армянской интеллигенции. В 1916 году, в годы Первой мировой войны, был образован Французский армянский легион.
К западноармянским беженцам присоединилось большое число армян, бежавших из России вследствие революции 1917 года. К началу 1920 годов во Франции проживало около 50—60 тыс. армян. Несмотря на трудности эмиграции, безработицу и статус апатридов, обосновавшись во Франции, армяне продолжали жить бурной жизнью. На деньги крупных русских банкиров и нефтепромышленников армянского происхождения бежавших из России после Октябрьской революции диаспора начала процветать. С 1925 года Павел Гукасов финансировал издание газеты, затем журнала «Возрождение». Основал Фонд «имени братьев Гукасянц». Крупнейшими меценатами также являлись Александр Манташев и Степан Лианозов.
В 1925 году Шаварш Мисакян основал в Париже армяноязычную газету «Арач». В 1920—1930 годах во Франции выходили на свет более 90 наименований армянских периодических изданий. В годы Второй мировой войны французские армяне принимали активное участие в французском движении Сопротивления. Поэт Мисак Манушян являлся лидером интернациональных отрядов, которые нанесли значительный урон нацистским захватчикам.
Выросшее в послевоенное время поколение французских армян в большинстве своем не владело родным языком, но продолжало осознавать свою национальную сущность, объединяться в различные союзы. Этому способствовало также увеличение армянской колонии в основном за счёт выходцев с Ближнего Востока. Среди них были специалисты различных областей — мастеровые, предприниматели, врачи.

## Численность

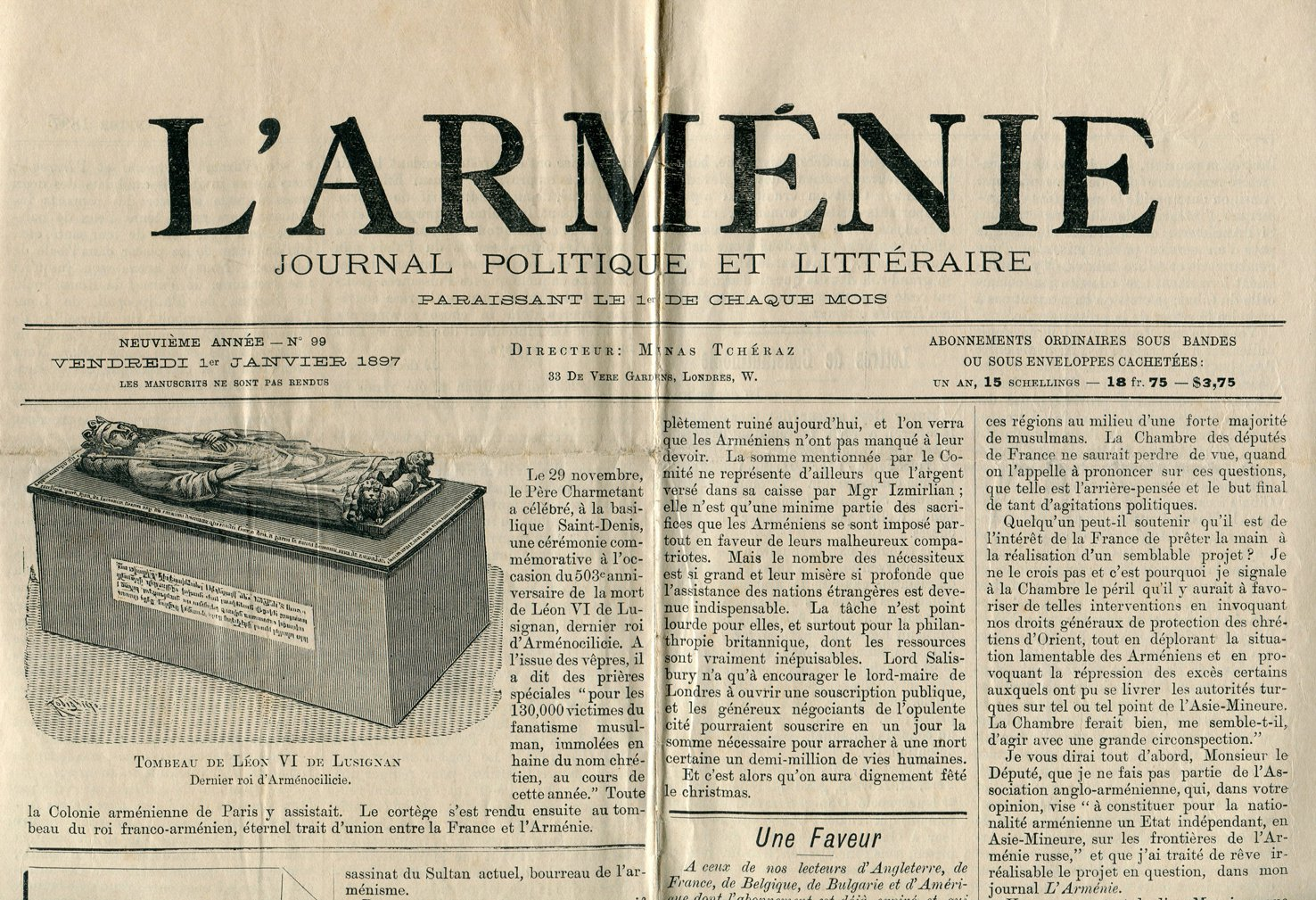
Газета «L'Arménie», 1897 год

Оценка числа армян во Франции не однозначна: по некоторым предположениям от 350 до 500 тысяч человек. Наиболее крупные армянские общины проживают преимущественно в Париже (200 000), Лионе (100 000), Марселе (100 000) и Валансе (до 10 000).
Армяне проживают главным образом в трех городах: Париж, Лион и Марсель. В этих городах имеются многочисленные армянские кварталы, улицы, церкви и школы. Так, например, в городе Марсель, на юге Франции, из 16 муниципальных округов, в 6 округах, армяне составляют большинство населения и главы многих округов, а также некоторые мэры города, имели армянское происхождение. В Марселе 18 улиц с армянскими названиями и 12 действующих армянских церквей, печатается газета на армянском языке и действует местный армянский телеканал. В городе Лион компактно проживают примерно 100 тысяч французов армянского происхождения. В городе действует два радио на армянском языке: «Radio Arménie» и «Радио-А» и выпускается журнал на армянском языке «France-Arménie». В Лионе действуют многочисленные армянские ассоциации. Рядом с городом имеются армянские пригороды, с многочисленными армянскими церквями и школами.

## Учреждения

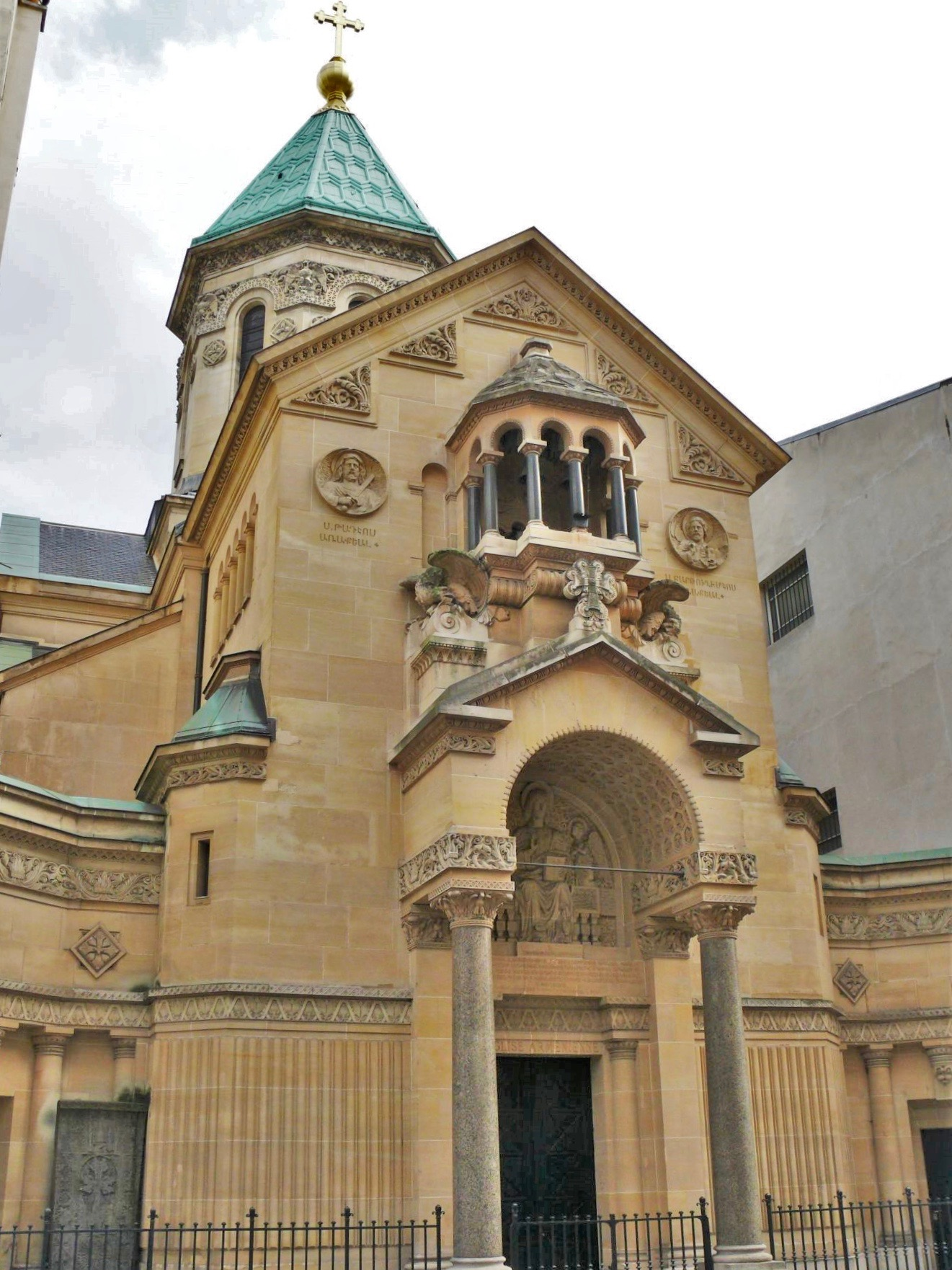
Армянская церковь св. Иоанна Крестителя в Париже, 1904 год

Армянский всеобщий благотворительный союз (AGBU), основанный Погосом Нубаром, который переехал в 1921 году в Париж, является дипломатическим и политическим центром Армянского вопроса. AGBU были созданы в Париже, Лионе, Валансе, Марселе и Ницце. Президентами AGBU были знаменитые миллиардеры Галуст Гюльбенкян и Алекс Манукян.

## Признание геноцида армян
29 мая 1998 года Национальное собрание Франции приняло законопроект о признании геноцида армян в Османской империи в 1915 году. 7 ноября 2000 года за резолюцию о геноциде армян проголосовал Сенат Франции. Сенаторы, однако, несколько изменили текст резолюции, заменив первоначальное «Франция официально признает факт проведения геноцида армян в Османской Турции» на «Франция официально признает, что армяне стали жертвами геноцида 1915 года». 18 января 2001 года Национальное собрание Франции единогласно приняло резолюцию, согласно которой Франция признает факт геноцида армян в Османской Турции в 1915—1923 годах. 12 октября 2006 года нижняя палата парламента Франции одобрила законопроект, в соответствии с которым отрицание геноцида армян является уголовным преступлением, аналогичным отрицанию Холокоста. Однако принят закон не был. 22 декабря 2011 года законопроект был снова внесён на обсуждение нижней палаты и утверждён по итогам голосования.

## В культуре
Армянской тематике во французском кинематографе посвящены несколько произведений, среди них «Арам», «Майрик», «Замкнутый круг», «Гнездо жаворонка».